# Acrocyrtidus argenteus
Acrocyrtidus argenteus là một loài bọ cánh cứng trong họ Cerambycidae.